# Personal handyphone system
 (novembre 2023).
Si vous disposez d'ouvrages ou d'articles de référence ou si vous connaissez des sites web de qualité traitant du thème abordé ici, merci de compléter l'article en donnant les références utiles à sa vérifiabilité et en les liant à la section « Notes et références ».
Personal handyphone system, Personal handy phone system ou Personal handy-phone system, abrégé en PHS, est une ancienne norme de communication radioélectrique pour la téléphonie mobile, utilisée essentiellement en Asie à partir des années 1990. Elle a été abandonnée selon les régions entre 2008 et 2020. Le Japon est le premier à l'abandonner en janvier 2008.

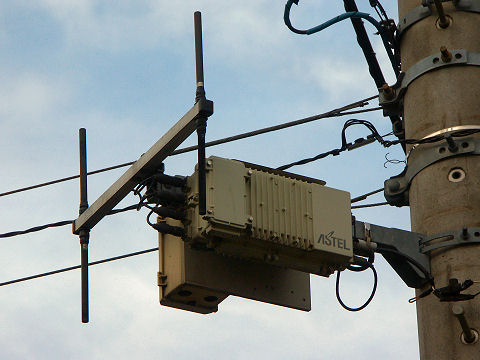
Une antenne PHS à Nakahara-ku en 2006.

Elle avait pour avantage par rapport au GSM une consommation électrique plus faible des terminaux. 
La norme utilisait une méthode de multiplexage de type TDMA-TDD. La bande de fréquences utilisée était 1 895,15 MHz - 1 917,95 MHz, divisée en 77 canaux.